# Balduíno II da Flandres
Balduíno II de Flandres (863 - Blandimberga, 4 de dezembro de 918), conhecido como Balduíno, o Calvo, era filho do conde Balduíno I, e da princesa carolíngia Judite de Flandres (843–870). Foi conde de Flandres de 879 a 918. De ancestralidade carolíngia (ele foi apelidado de o Calvo não devido à calvície, mas por causa do avô, Carlos o Calvo).